# Blasco Ximeno de Ávila

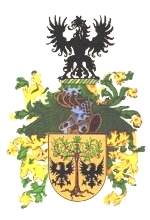
Brasão de um ramo da família Ávila dos Açores.

Blasco Ximeno de Ávila ou Blasco Ximeno Dávila (Ávila, Castela, 1270 -?) foi um nobre do Reino de Castela e Senhor de Ávila.

## Relações familiares
Foi filho de João Blázquez de Ávila (1250 -?), 1.º senhor Cardiel de los Montes e 1.º senhor de Navamorcuende. Casou com Maria Blázquez (1270 -?), de quem teve:
1. Fernando Blázquez de Ávila (1290 - 1327), 2.º Senhor de Navamorcuende casou por três vezes, a primeira com Lumbre Garcia a segunda com Maria Blázquez e a terceira com Gometiza Sancha,
2. Gil Blázquez de Ávila foi povoador de Las Navas del Marqués  para o que recebeu carta real em 1275,
3. Sancho Blázquez de Ávila, (? – 1355) bispo de Ávila, aio e mestre do rei Afonso XI de Castela,
4. Amuña Blázquez casou com Gil Gómez.